# Prophyscus desantisi
Prophyscus desantisi är en stekelart som beskrevs av Hayat 1985. Prophyscus desantisi ingår i släktet Prophyscus och familjen växtlussteklar. Inga underarter finns listade i Catalogue of Life.